# Per Bjørang
Per Andris Bjørang (ur. 31 stycznia 1948 w Lillehammer) – norweski łyżwiarz szybki, złoty medalista mistrzostw świata.

## Kariera
Największy sukces w karierze Per Bjørang osiągnął w 1974 roku, kiedy wywalczył złoty medal podczas mistrzostw świata w wieloboju sprinterskim w Innsbrucku. W zawodach tych wyprzedził bezpośrednio Japończyka Masakiego Suzukiego Holendra Eppiego Bleekera. Był to jednak jedyny medal wywalczony przez niego na międzynarodowej imprezie tej rangi. Jednocześnie jest to pierwszy złoty medal dla Norwegii w sprincie. W tej samej konkurencji był też między innymi piąty na mistrzostwach świata w Oslo w 1973 roku. W 1972 roku wystartował na igrzyskach olimpijskich w Sapporo, gdzie w swoim jedynym starcie, biegu na 500 m, zajął czwarte miejsce. Walkę o medal przegrał tam z Walerijem Muratowem z ZSRR. W latach 1972 i 1974 zdobywał mistrzostwo Norwegii w sprincie.